# 56e régiment d'infanterie coloniale
Pour les articles homonymes, voir 56e régiment.
Le 56e régiment d'infanterie coloniale est une unité de l'Armée française pendant la Première Guerre Mondiale.

## Création et différentes dénominations
- 20 mars 1915 : Création du 6e régiment mixte colonial avec les trois bataillons suivants :
  - 3e et 4e bataillon de tirailleurs sénégalais du Maroc. Ces deux bataillons avaient combattu en 1914 sur le front du nord-est de la France[1].
  - Un bataillon du 6e régiment d'infanterie coloniale, qui au contraire était formé par des hommes qui n'avaient pas encore participé aux combats.
- 7 août 1915 - Devient le 56e régiment d'infanterie coloniale
- 28 août 1918 - Dissolution

## Première Guerre mondiale

### Rattachements
Pendant toute son existence, le 56e a été rattaché à la même division, laquelle a changé de dénomination avec le temps :
- 7 août 1915 - 15 octobre 1915 : 1re division d'infanterie du Corps Expéditionnaire d'Orient
- 15 octobre 1915 - 6 janvier 1916 : 1re division d'infanterie du Corps Expéditionnaire des Dardanelles
- 6 janvier 1916 - août 1918 : 17e division d'infanterie coloniale

### Historique

#### 1915
- 5 à 13 mars : Rassemblement des trois bataillons à Bizerte (actuelle Tunisie).
- 17 au 25 mars : Le régiment arrive à l'île grecque de Lemmos.
- 27 mars - 16 avril : Comme le débarquement prévu en Turquie a été retardé, le régiment stationne à Alexandrie.
- 25 avril :  Bataille des Dardanelles. Le régiment débarque sous le feu à Koum-Kale, sur la rive asiatique de l'étroit des Dardanelles, en face de la presqu'île de Gallipoli où a lieu le débarquement allié principal. Ses ordres sont de prendre la ville et ses alentours et tenir trois jours à tout prix. Les sénégalais s'emparent du village et de la forteresse mais pas du cimetière. Le régiment résiste des contre-attaques ennemis toute la nuit. Le lendemain, les sénégalais réussissent à prendre le cimetière de Koum-Kale. Des soldats turcs se rendent par centaines. Le soir le 56e reçoit l'ordre de réembarquer. Les morts turcs se chiffrent à 2.000.
- 29 avril : Le régiment est débarqué au complet sur la péninsule de Gallipoli (rive européenne des Dardanelles).
- 1er mai : Le 56e est appelé au secours de la ligne de front française, qui est en train de reculer devant une attaque turque. Leur contre-attaque rétablit la situation. Des combats défensifs se poursuivent jusqu'au 3 mai.
- 5 mai : Le régiment participe à une offensive alliée "lente et méthodique". Les 8 et 9 mai il est engagé  dans les pentes du ravin´
- 28 mai : Une section de 66 hommes prend un fortin turc par surprise, sans coup férir.
- 21 juin : Le commandant du régiment, colonel Noguès, est gravement blessé et doit être remplacé.
- Décimé dans  les combats du Kéréves Déré, le régiment est envoyé au repos sur la plage  de Seddul-Bar, qui est bombardée fréquemment par les turcs.
- À partir du 16 août : le régiment passe à la défensive et continue à subir des pertes par des  obus et la dysenterie.
- 10 décembre  : Échange de troupes entre les 56e et 58e R.I..C. : toutes les compagnies "noires" (sénégalaises) passent au 58e et toutes les "blanches" (européennes) passent au 56e.

#### 1916
- 10 janvier :

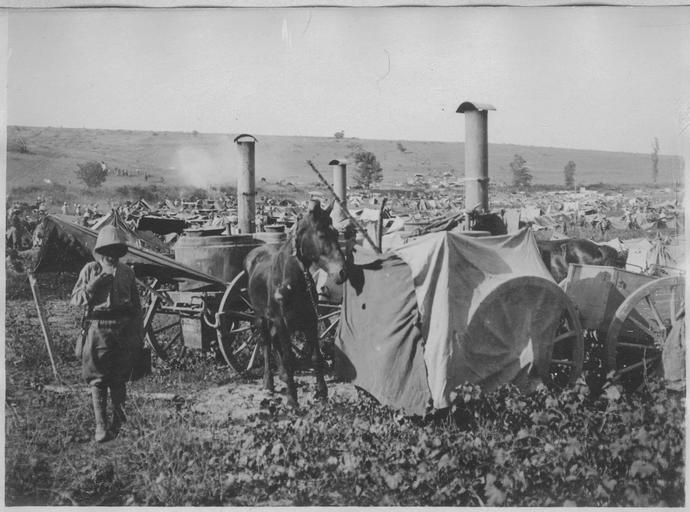
Les 54e et 56e au camp d'Hortiak le 26 juin 1916.

  - Évacuation de la presqu'île de Gallipoli et transport à Mytilène.
  - Formation d'une brigade, au moyen d'éléments européens du C.E.D. stationnés à Moudros, Ténédos et Mytilène.
- 10 février - Embarquement pour Salonique.
- Débarquement de la brigade en Macédoine. Formation de la 17e D.I.C., par l'adjonction d'une brigade arrivant de France.
- Travaux d'aménagement de la route de Salonique à Serrès.
- 18 au 22 juin - Pendant les troubles d'Athènes, le 56e embarque à Salonique pour être transporté au Pirée.Finalement, après deux jours il est débarqué et retourne au front.
- 22 juin - Occupation d'un secteur sur la rive droite de la Strouma inférieure.
- 9 août – En première ligne dans la région de Dobrovika quand se déclenche l'offensive bulgare.
- 17 au 20 août - Contre-offensive française. Le village de Dolzeli est pris et repris trois fois à l'arme blanche. Le 56e subit des nombreuses pertes.
- septembre – octobre : Retrait du front et reconstitution dans la région de Ostrovo.
- 21 octobre – En première ligne dans la région de Brod (ravin de Kremia).
- 14 novembre - Attaque de Kenali. Le régiment subit à nouveau des nombreuses pertes.

#### 1917

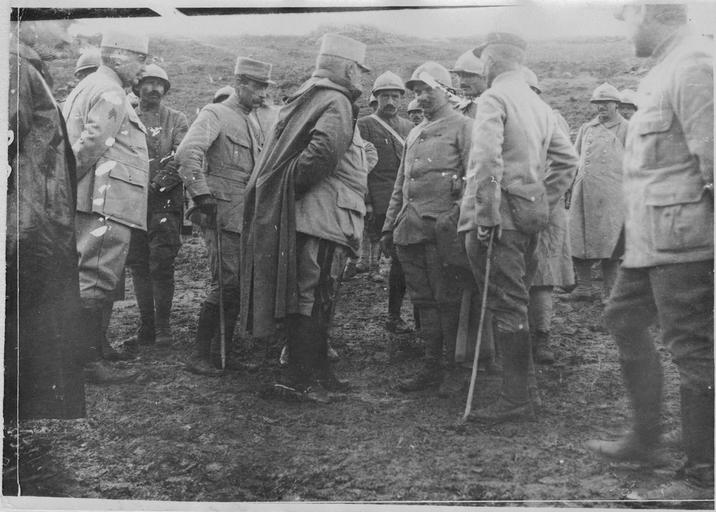
Le général Tëtard (17e DIC) s'entretien avec les hommes du 56e après leurs attaques du 9 mai.

- Hiver relativement  calme dans la région de Monastir
- Le 9 mai, le 56e participe à une attaque alliée "de sacrifice", qui cherche à soulager le front roumain en fixant vers le sud une partie des réserves allemandes et bulgares. La position de départ du 56e est très défavorable à l'attaque, dominée par des positions ennemies et sur un sol rocheux. Une première attaque le matin par les bataillons Richard et Pion arrive à prendre quelques tranchées ennemies au prix de beaucoup de morts et blessés mais des contre-attaques obligent les fantassins français à se replier. Le haut commandement (Maurice Sarrail) ordonne une nouvelle attaque, malgré les protestations du commandement du régiment. Les deux bataillons sont à nouveau décimés sans atteindre aucun objectif et sont remplacés par les deux autres bataillons (Montegu et Raymond) qui ne connaissent pas le secteur. Ceux-là reçoivent l'ordre de lancer une troisième attaque et sont également massacrés[2].
- Les débris du 56e sont envoyés au repos pour reconstitution et réentrainement.

#### 1918
En avril 1918, l'organisation de la 17e DIC passe de deux brigades d'infanterie à deux régiments chacune à une structure avec seulement trois régiments. Le 56e est alors dissous.

## Chefs de corps
- mars -  juin 1915 : colonel Noguès
- avril - août 1917 : colonel Lagarrue †[3],[4]

## Drapeau du régiment
Il porte les inscriptions:
- SEDD-UL-BAHR 1915
- KEREVES-DERE 1915

## Sources et bibliographie
- Historique du 56e régiment d'infanterie coloniale : présentement 6e régiment mixte d'infanterie coloniale, 1920, 16 p., lire en ligne sur Gallica.